# August Czartoryski

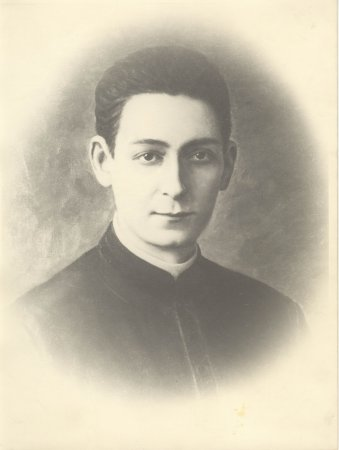
August Franciszek Maria Anna Józef Kajetan Czartoryski Muñoz

August Czartoryski SDB, vollständiger Name August Franciszek Maria Anna Józef Kajetan (* 2. August 1858 in Paris; † 8. April 1893 in Alassio), war ein polnischer Adliger und römisch-katholischer Ordenspriester.

## Leben
Der Sohn von Fürst Ladislaus Czartoryski aus dem polnischen Magnatengeschlecht Czartoryski und seiner Frau Maria Amparo wurde im Pariser Exil geboren und mit sechs Jahren Halbwaise, da seine Mutter an Tuberkulose starb. Auch er selbst war in früher Jugend an Tuberkulose erkrankt, was ihn zeitlebens stark schwächte. Seine Stiefmutter wurde Marguerite d’Orléans, die Enkelin des französischen Königs. Mehrsprachig (polnisch, französisch, spanisch) erzogen, sah er Polen als sein Vaterland an. Seine Jugend verbrachte er teilweise in Polen sowie am spanischen Königshof von Alfons XII. 1867 lebte er einige Monate in Sieniawa in Polen. Einen Teil seiner Schulzeit absolvierte er dann ab 1868 wiederum in Paris, erhielt aber aufgrund seiner körperlichen Konstitution nur Unterricht zu Hause. Seine Erstkommunion 1871 feierte er in Sieniawa, lebte und studierte dann in Krasiczyn und später in Krakau. Auch dort erhielt er Privatunterricht, wobei insbesondere sein Erzieher von 1874 bis 1877, der später bei den Unbeschuhten Karmeliten eingetretene und heiliggesprochene Józef Kalinowski (Ordensname Raphael vom hl. Josef), großen Einfluss auf ihn ausübte. Schon früh entschied er sich gegen den Willen seiner Familie, sein Leben Gott zu weihen. Er lernte 1883 Don Bosco bei dessen Parisbesuch im Palast Lambert kennen. Geprägt von jahrelangen mystischen Erlebnissen, beichtete er kurz vor Ostern 1887 bei Don Bosco in Turin und wollte daraufhin den Salesianern beitreten und Priester werden. Don Boscos lehnte dies zunächst ab und riet ihm auch davon ab, Priester zu werden. Nachdem Czartoryski allerdings mit Papst Leo XIII. gesprochen hatte und dieser seine mystischen Erlebnisse anerkannte, war auch Don Bosco bereit, den jungen Adeligen bei den Salesianern aufzunehmen. Die Einkleidung fand am 24. November 1887 in der Maria-Hilf-Basilika in Turin durch Don Bosco selbst statt. Aufgrund seiner Krankheit musste er sein Studium mehrfach unterbrechen und eigenständig fortsetzen, aufopfernd gepflegt von seinem Mitbruder Andreas Beltrami. Am 2. April 1892 empfing er in Sanremo durch den Bischof von Ventimiglia, Tommaso Reggio, in einer privaten Kapelle die Priesterweihe und lebte bis zu seinem Tod im Jahr darauf in Alassio. Sein Grab fand August Czartoryski in der Kirche in Sieniawa. Die Reliquien liegen heute in Przemyśl.

## Seligsprechung

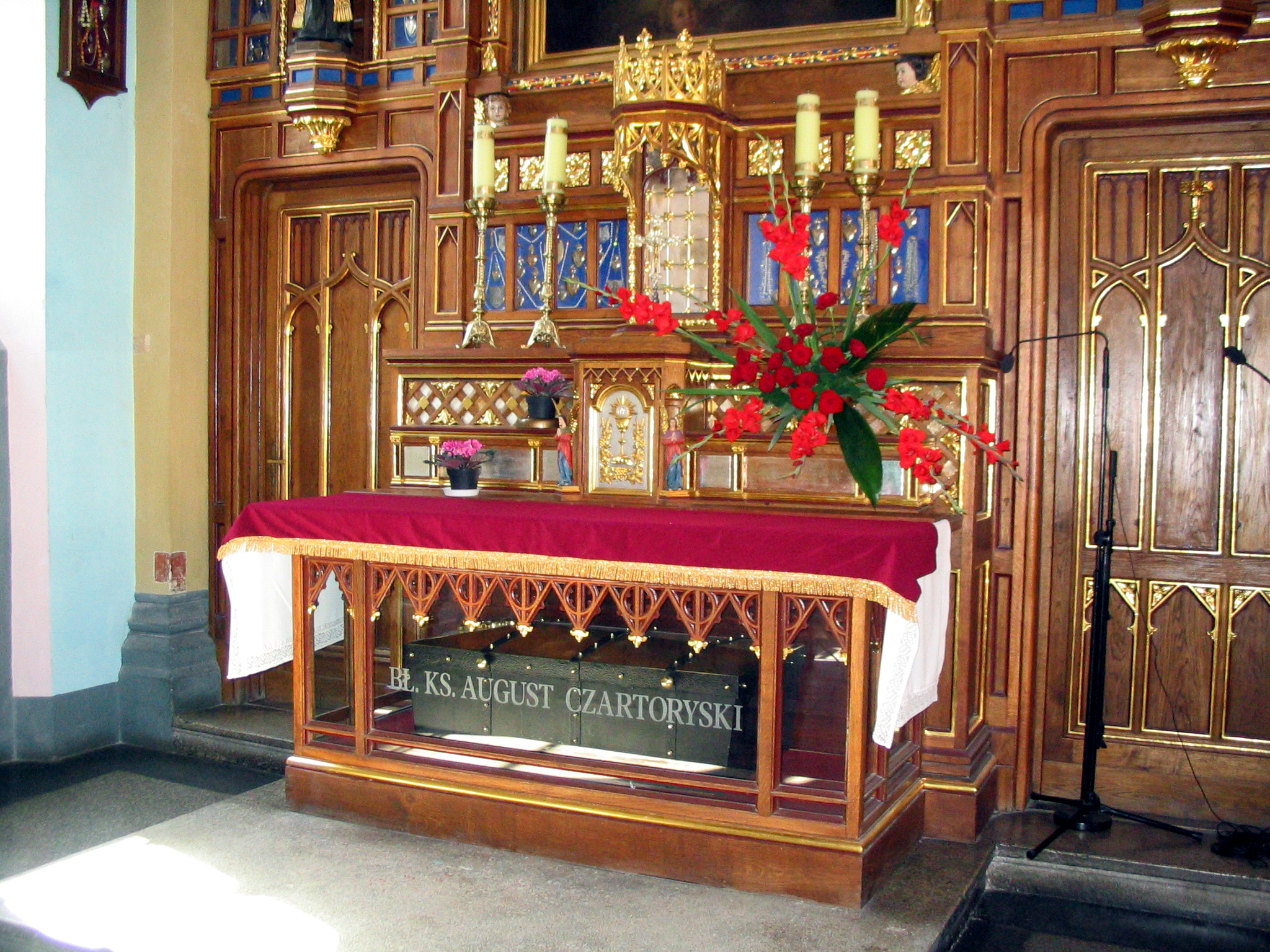
Reliquien von August Czartoryski in Przemyśl, Polen

Am 14. Februar 1921 wurde der Seligsprechungsprozess eröffnet. Papst Johannes Paul II. erklärte ihn am 1. Dezember 1978 für verehrungswürdig, am 25. April 2004 sprach er ihn selig. Sein Gedenktag ist der 8. April, bei den Salesianern Don Boscos der 2. August.